# Idiotrella karnyi
Idiotrella karnyi är en insektsart som först beskrevs av Lucien Chopard 1929.  Idiotrella karnyi ingår i släktet Idiotrella och familjen syrsor. Inga underarter finns listade i Catalogue of Life.